# 暗色短稚鱈
暗色短稚鱈，為輻鰭魚綱鱈形目稚鱈科的其中一種，分布於東南太平洋Nazca海脊海域，為深海底棲性魚類，深度175-240公尺，體長可達26.8公分，棲息在底中層水域，生活習性不明。

## 扩展阅读
維基物種上的相關：暗色短稚鱈